# 中山佳子
中山 佳子（なかやま かこ、1998年7月22日 - ）は、日本の女優、タレント。
高知県出身。フロムファーストプロダクション レディバード所属。

## 来歴
2018年夏、19歳でオーディションを受け、それを機に上京。
同時期に株式会社スタークコーポレーションに所属。
2020年7月、映画『おかあさんの被爆ピアノ』の菊池咲役を決めるオーディションを受けて合格し、メインキャストとして出演した。
2020年7月、舞台『花瓶の中の海』のオーディションに合格し初舞台初主演を果たす。
2021年、株式会社エイジアプロモーションに移籍。
2021年10月〜、日本テレビドラマ『真犯人フラグ』にレギュラー出演。
2022年10月〜、ディズニープラスオリジナルドラマ「シコふんじゃった!」にメインキャストとして出演。オーディションを経て、主人公のライバル役を勝ち取った。
2023年3月22日付けで、株式会社フロムファーストプロダクションレディバードに移籍することを発表した。

## 人物
- 高知県高知市出身[1]。
- 特技はヒップホップダンス、ピアノ、バレーボール、テニス、美味しそうに食べること[2]。
- ピアノ歴は13年で、コンクールでの受賞歴がある[3][信頼性要検証]。
- 趣味はテレビドラマ鑑賞、麻雀、フィルムカメラ、読書[4]。
- 好きな女優は戸田恵梨香[4]。
- 好きなアーティストは星野源 [4]。
- 「中山佳子」という唯一無二の存在になることが目標[1]。
- EXPG松山校出身[4]。

## 出演

### テレビドラマ
- ブラックスキャンダル（2018年10月4日 - 12月6日、読売テレビ・日本テレビ系）
- 女の機嫌の直し方（2019年3月17日（16日深夜） - 、日本テレビ）
- いだてん〜東京オリムピック噺〜（2019年1月6日 - 12月8日）-町娘 役
- 映像研には手を出すな!（2020年4月6日 - 5月11日、MBS）-応援部員 役
- 未解決事件 File.08「JFK暗殺」（2020年4月29日・NHK）
- この恋あたためますか（2020年10月20日 - 12月22日、TBS）
- 准教授・高槻彰良の推察 第4話（2021年8月28日、フジテレビ系）- 照明部 役
- 真犯人フラグ（2021年10月10日 - 、日本テレビ） - 日菜 役
- DCU（2022年1月16日 - 、TBS）- サイバー班　風見優美 役
- ゴシップ #彼女が知りたい本当の○○ 最終話（2022年3月17日、フジテレビ）- 学生 役
- 差出人は、誰ですか?（2022年10月10日 - 、TBS）- 押原雪乃 役
- サブスク彼女（2023年5月7日 - 、ABCテレビ）- 美優 役
- たそがれ優作 第7話（2023年11月18日、BSテレ東）- 神田 役
- 恋愛革命 （2025年1月11日 - 、ABCテレビ）- 曽野ひなた 役
- 熱愛プリンス （2025年3月20日 - 、MBS）- れな 役

### テレビ番組
- eye+スーパー （2021年10月12日 - 、RKC高知放送） - ゲスト
- 元乃木坂46中田花奈の麻雀ガチバトル！かなりんのトップ目とれるカナ？ （2022年9月17日 - 、CS放送 TBSチャンネル1） - ゲスト
- こうちeye 第1部 (2023年3月7日 - 、RKC高知放送)   - ゲスト

### 映画
- あなたのうしろに (2019年9月)-主演・小林千恵 役
- おかあさんの被爆ピアノ（2020年8月8日（7月17日広島にて先行公開）、新日本映画社）-菊池咲 役
- アイオライト(2020年3月) -山科絢千 役
- 映像研には手を出すな!（2020年9月25日[注 2]） -応援部員 役
- 花束みたいな恋をした（2021年1月29日） -女子大生 役
- 唐人街探偵 東京MISSION 中国語: 唐人街探案3（2021年2月12日公開、万达影视传媒、上海骋亚影视文化传媒）
- 裏アカ（2021年4月2日、アークエンタテインメント）-インスタグラマー 役
- さよならをいわない家族たち (2021年) -主演・浅井さくら 役

### 配信ドラマ
- 愛なき森で叫べ (2019年10月11日 - Netflix)
- 全裸監督 シーズン2（2021年6月24日 - Netflix）
- 真犯人フラグ Huluオリジナルストーリー「週刊追求プレミアム」（2021年10月24日 - Hulu） - 日菜 役
- シコふんじゃった!（2022年10月26日 - ディズニープラス） - 本橋茉優 役
- 脳内がハルトくんになった私は妄想が止まりません。（2022年12月28日、BUMP） - 小沼 役[5][6]
- 美女グラス（2025年1月、BUMP） - ヒロイン 岸本明里 役
- 彼女と私 お嬢様JKラーメン屋へ（2025年4月25日 - YouTube） - 斉藤圭子 役
- グラスハート（2025年7月31日 - Netflix）
- 旅館バイトは社長令嬢!?〜お嬢様の華麗なる逆襲〜（2025年8月1日 - FOD） - 藤堂和子 役

### その他
- 高知けいば ショートムービー「遠回りの春」 - 主演 永野さくら役

### CM
- 富士フイルム インスタントカメラ・チェキ instax mini LiPlay - WEB CM
- ROPE' PICNIC ロペピクチャンネル「オフィスコーデ"実証"レビュー編」
- 高知けいば 少女編 TVCM - 主演

### ラジオ
- RKCラジオ「水曜日のカツオボーイズ」(2023年1月18日) ゲスト

### MV
- sources「CRASHofTONE」主演
- 上野優華「あなたの彼女じゃないんだね」主演
- KOHAKU「泪の星」

### 新聞
- 高知新聞「遠境近況」(2020年3月10日 - ) ゲスト
- 日刊スポーツweb (2023年1月6日 - ) インタビュー[7]

### 舞台
- 花瓶の中の海 (2020年7月 - ) 主演・真樹さちこ 役
- ×××になれなくて (2023年12月 - )

## 書籍

### 雑誌
- 集英社「seventeen」2019年11月号